# Richie Porte
Richard Julian Porte (* 30. ledna 1985) je australský profesionální silniční cyklista jezdící za UCI WorldTeam Ineos Grenadiers.

## Osobní život
Porte se narodil v Launcestonu v Tasmánii v roce 1985. Vzdělával se na St Patrick's College ve svém rodném městě. Při závodech Porte běžně nosí náhrdelník Tasmánie jako poctu jeho rodnému státu.

## Kariéra

### Začátky, Team UniSA–Australia a Praties
Porte se začal cyklistice věnovat v roce 2006 ve věku 21 let. Předtím od roku 2003 závodil v triatlonu a ještě předtím byl závodním plavcem. Na Tour Down Under 2008 jel Porte za tým UniSA–Australia a dokončil na 9. místě. V letech 2008 a 2009 jezdil za tasmánský tým Praties, pro nějž získal 5. místo celkově na Herald Sun Tour a celková vítězství na závodech Tour de Perth a Tour of Tasmania. Porte se v roce 2009 přesunul do amatérského týmu Monsummanese Grassi Mapei, kde nadále rostl pod dohledem Andrei Tafiho. Na Tour de Langkawi 2009 dojel na 10. místě. Díky svým výkonům na Baby Giru 2009, kde vyhrál časovku, zaujal profesionální týmy, které ho chtěly podepsat na další sezónu.

### 2010: Team Saxo Bank a osobní úspěchy

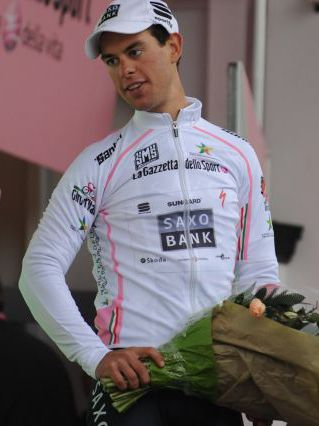
Porte v bílém dresu pro lídra soutěže mladých jezdců na Giru d'Italia 2010.

Na konci sezóny 2009 podepsal Porte 2letý kontrakt s Teamem Saxo Bank. Jeho trenérem v týmu byl krajan Bradley McGee. V dubnu vyhrál Porte 3. etapu, individuální časovku, na Tour de Romandie a dojel na 10. místě celkově. V květnu si odbyl svůj debut na Grand Tours, a to na Giru d'Italia. Tam dojel na 7. místě celkově a vyhrál soutěž mladých jezdců o 7 minut a 29 sekund před druhým Robertem Kišerlovskim, díky čemuž si zajistil svou pozici nadějného jezdce do budoucna. Také od 11. do 13. etapy nosil růžový trikot pro průběžného lídra celkového pořadí. V červenci Porte dojel 10. na Clásice de San Sebastián. Ve svých skvělých výkonech pokračoval i v srpnu: získal 2. místo v časovce na závodu Danmark Rundt, 4. místo celkově na Eneco Tour a 4. místo celkově na Kolem Británie. Na mistrovství světa, konaném v australském Geelongu, Portovi těsně unikla bronzová medaile v časovce; dokončil na 4. místě, 6 a půl sekundy za třetím Tonym Martinem.

### 2011: Úspěchy v časovkách
Ačkoliv získal v sezóně 2011 méně individuálních úspěchů, protože musel často pracovat jako domestik Alberta Contadora, tak stále pokračoval ve svých úspěších v jízdě proti chronometru. Na závodu Paříž–Nice dojel v časovce třetí a na závodu Kolem Baskicka osmý. Následně Porte vyhrál 4. etapu na Vueltě a Castillla y León po diskvalifikaci původního vítěze Contadora. Na Giru d'Italia získal 3. místo v závěrečné časovce a na Tour de France 4. místo v té samé disciplíně. Následně si na závodu Danmark Rundt připsal vítězství v 5. etapě, znovu časovce, konané v Helsingøru, s náskokem 10 sekund na týmového kolegu Gustava Larssona. Porte následně zakončil sezónu na mistrovství světa, kde dojel šestý v časovce.

### 2012: Přesun do Teamu Sky

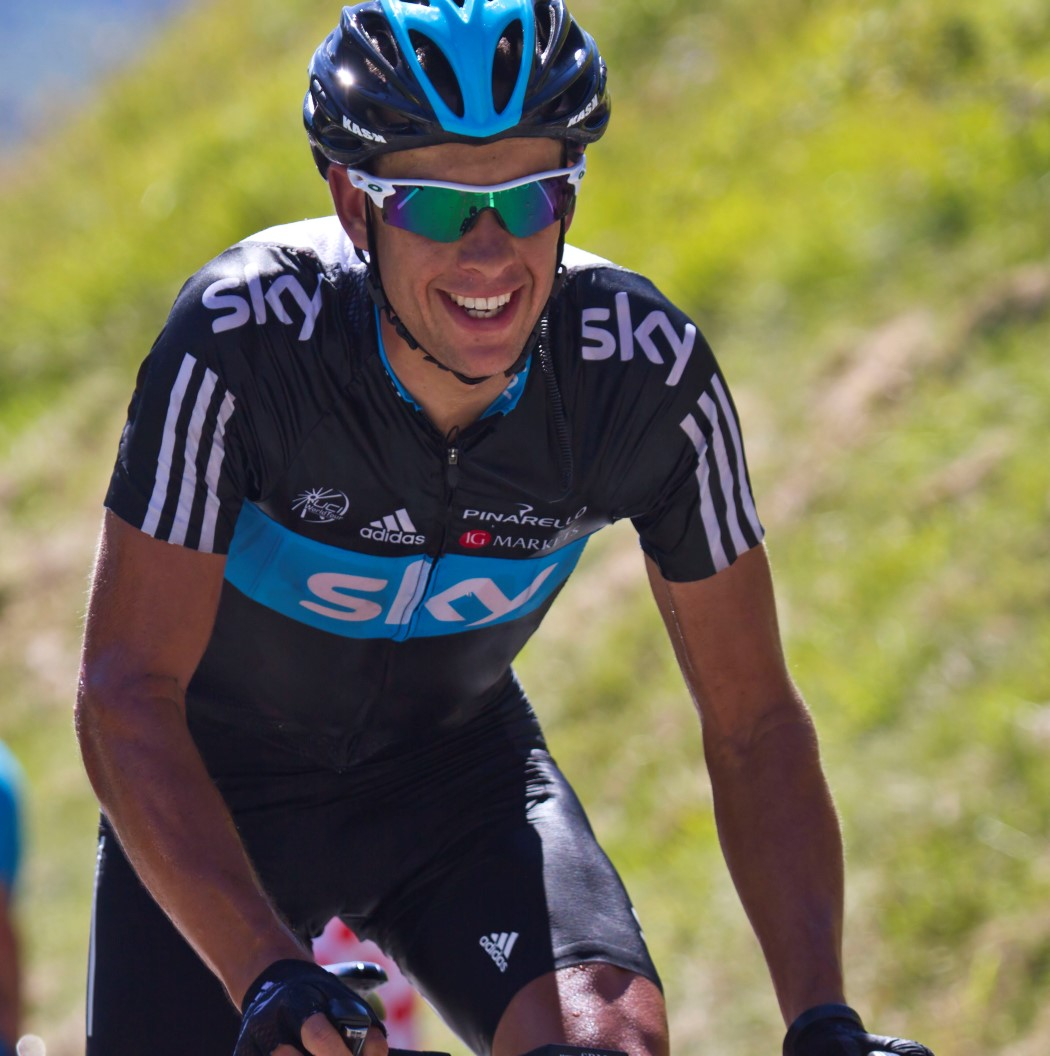
Porte na Tour de France 2012.

Před sezónou 2012 se Porte přesunul do Teamu Sky. V lednu se zúčastnil národního šampionátu v Buninyongu a Learmonthu, kde dojel třetí v silničním závodu a pátý v časovce o pár dní později. V únoru se stal novým lídrem etapového závodu Volta ao Algarve po vítězství v královské etapě s cílem na vrcholu Alto do Malhão. Své vedení si udržel až do konce a v cíli měl náskok 37 sekund na obhájce vítězství, Tonyho Martina. Během sezóny pak pracoval jako domestik pro Bradleyho Wigginse a pomohl mu vyhrát etapové závody Paříž–Nice, Tour de Romandie, Critérium du Dauphiné a Tour de France. Vueltu a España jel jako domestik Chrise Frooma a získal druhé místo ve 20. etapě.

### 2013: Paříž–Nice a superdomestik

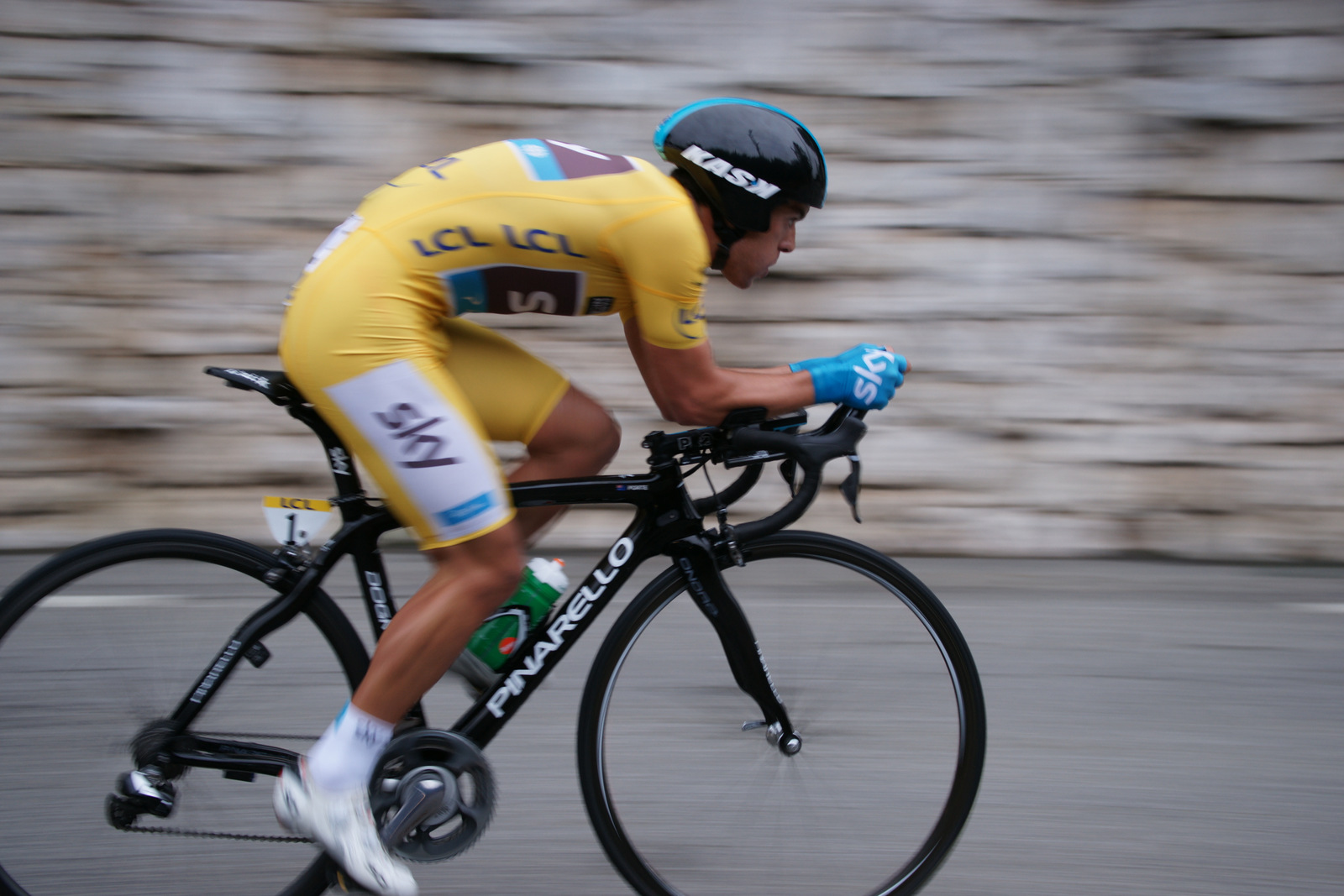
Porte v dresu lídra celkového pořadí při individuální časovce na Paříž–Nice 2013, kterou vyhrál.

V nepřítomnosti Frooma i Wigginse se Porte stal lídrem Teamu Sky na Paříž–Nice. Podařilo se mu vyhrát královskou 5. etapu díky útoku na La Montagne de Lure a stal se novým lídrem závodu po Andrewem Talanskym (Garmin–Sharp). Svůj náskok na Talanského navýšil o dalších 23 sekund v závěrečné 7. etapě, individuální časovce na Col d'Èze, a získal celkové vítězství s finálním náskokem 55 sekund.
Portova dobrá forma pokračovala i při závodu Critérium International, kde vyhrál 2. etapu, časovku, avšak ani 2. místo v závěrečné horské etapě Portovi nestačilo k celkovému vítězství, které získal vítěz etapy a týmový kolega Chris Froome. Porte však stále získal 2. místo celkově a vyhrál bodovací soutěž.
Porte znovu dostal možnost být lídrem týmu na etapovém závodu Kolem Baskicka. V posledních kilometrech 5. etapy Porte poodjel z malé skupiny favoritů, v níž byl i týmový kolega a lídr celkového pořadí Sergio Henao, a vyhrál. Na zvlněné trase 6. etapy, časovky, ale nebyl schopen překonat Naira Quintanu, Stále se však posunul na druhé místo celkově před Henaa. Do role domestika Chrise Frooma se Porte vrátil na Tour de Romandie, kde Froomovi pomohl vyhrát a sám dojel osmý celkově. Tato dvojice se znovu společně objevila na Critériu du Dauphiné na začátku června. Po časovce ve 4. etapě byl Porte na celkovém 4. místě a v následující etapě stanovil rychlé tempo, čímž odpáral Rohana Dennise, a umožnil Froomovi zaútočit, vyhrát etapu a posunout se do průběžného vedení. Mezitím sám Porte vystoupal na 2. místo, 52 sekund za svým lídrem. V 7. etapě Froome povolil Portovi zaútočit, ale podařilo se mu získat pouhou sekundu na další rivaly. V závěrečné 8. etapě Porte s Froomem společně všem odjeli, pouze Andrew Talansky byl schopen se udržet, čímž si pojistili první a druhé místo v celkovém pořadí.

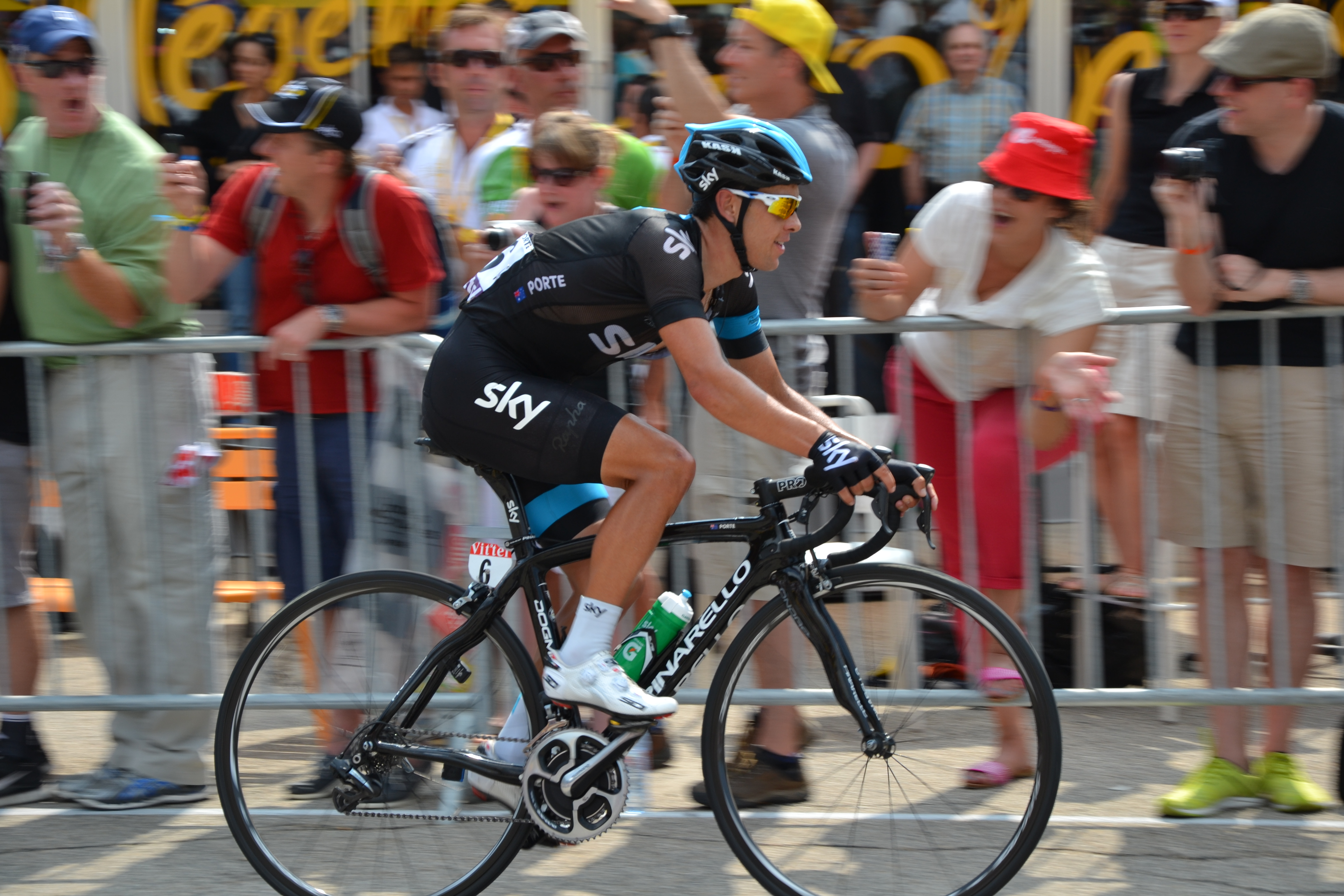
Porte na Tour de France 2013.

Porte přijel na Tour de France znovu jako Froomův superdomestik. V 8. etapě, první horské toho ročníku, společně s Peterem Kennaughem odpárali většinu adeptů na vítězství a pokryli brzký útok Naira Quintany na závěrečném stoupání, načež zaútočil Froome, vyhrál etapu a získal žlutý trikot. V etapě Porte dojel druhý, 51 sekund za Froomem, a posunul se na průběžné 2. místo. V následné etapě však Porte odpadl po opakovaných nástupech týmů Garmin–Sharp, Movistar Team a Saxo–Tinkoff, čímž ponechal Frooma osamělého po většinu etapy. Porte ztratil více než 10 minut a vypadl z boje o vítězství, ale Froome se sám vyhnul ztrátám tím, že pokryl několik útoků Quintany a Alejandra Valverdeho. V 15. etapě Porte znovu utvořil půdu pro Froomovi vítězství na Mont Ventoux. V 18. etapě s cílem v Alpe d'Huez Portova pomoc Froomovi velmi pomohla v moment, kdy začal ztrácet ke konci etapy. Porte se propadl k týmovému autu, ilegálně si nabral posilující gely pro svého lídra a následně mu určoval tempo po zbytek kopce tak, aby limitoval jeho ztráty na Quintanu a Joaquima Rodrígueze. Porte i Froome dostali 20-tisekundovou penalizaci a pokutu 200 švýcarských franků. Froome nakonec Tour vyhrál s pohodlným náskokem 4 minut 20 sekund před Quintanou, zatímco Porte dokončil na 19. místě.

### 2014: Sezóna zničená nemocí

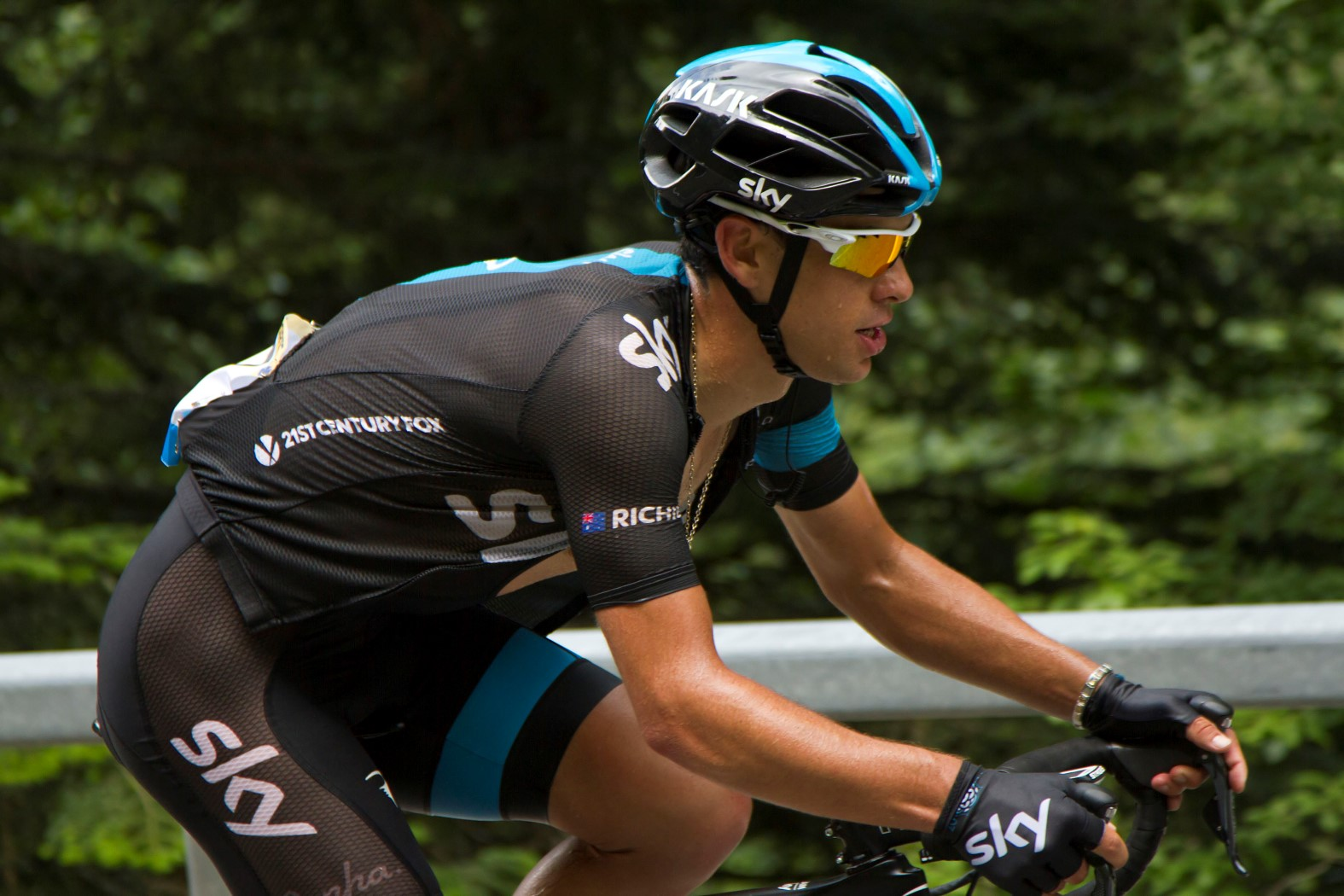
Porte na Tour de France 2014.

Porte svou sezónu začal znovu v Austrálii, tentokrát třetím místem v silničním závodu na národním šampionátu za Simonem Gerransem a Cadelem Evansem. Hned poté se zúčastnil Tour Down Under 2014, kde zvítězil v předposlední 5. etapě s cílem na Old Willunga Hill a v poslední etapě si zajistil celkové 4. místo. Dalšího skvělého úspěchu dosáhl ve Španělsku, kde získal celkové 2. místo na Vueltě a Andalucía, poté však Portova forma nabrala sestupný směr. Neodstartoval na Tirrenu–Adriaticu a nedokončil Voltu a Catalunyu, Lutych–Bastogne–Lutych, ani Tour de Romandie. Po 22. místu na Critériu du Dauphiné převzal na Tour de France roli lídra Teamu Sky po nehodě původního lídra Chrise Frooma, která ho donutila odstoupit. Porte nakonec dojel na 23. místě. Následně nedokončil ani Vattenfall Cyclassics a GP Ouest–France a poté předčasně ukončil sezónu kvůli diagnostikovanému zápalu plic.

### 2015: Úspěchy na začátku sezóny a odchod z Teamu Sky

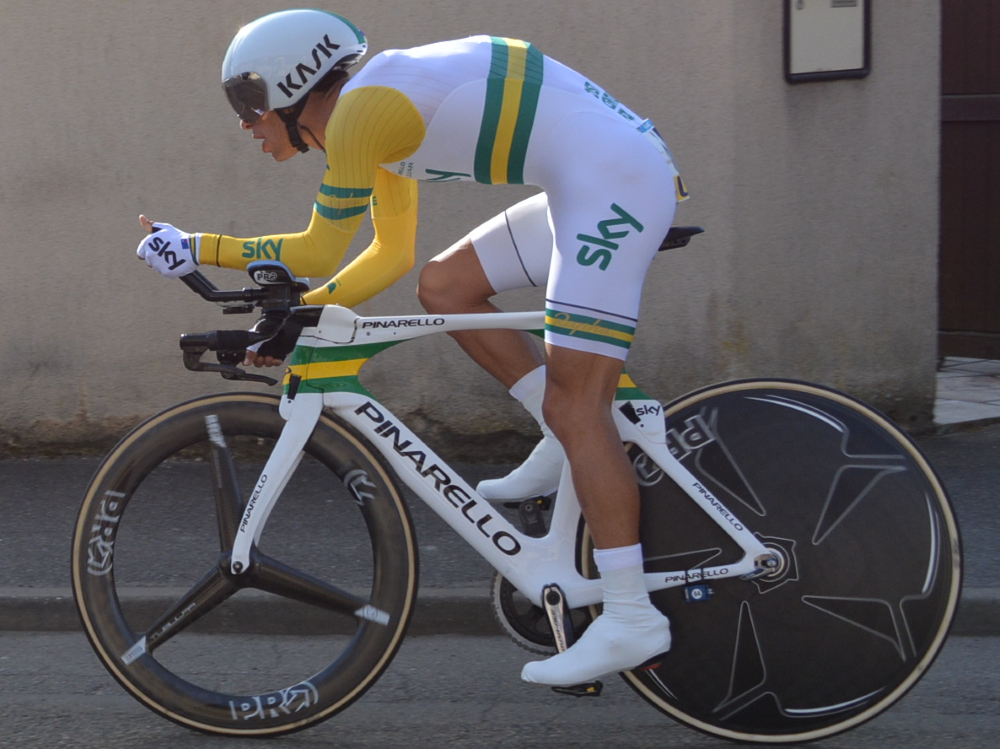
Porte v dresu národního šampiona při časovce na Paříž–Nice 2015.

Porte začal svou sezónu 2015 vítězně, když vyhrál národní šampionát v časovce. Stejně jako před rokem Porte vyhrál na Tour Down Under etapu s cílem na Oale Willunga Hill, díky čemuž si zajistil celkové 2. místo. Následně se vrátil do Evropy a na Volta ao Algarve vyhrál královskou etapu s cílem na Malhão, čímž se Porte posunul na 4. místo celkově za týmového kolegu Gerainta Thomase a získal vítězství ve vrchařské soutěži. Další vítězství přišlo na Paříž–Nice, kde s Thomasem získali první 2 místa v etapě s cílem na Croix de Chabouret. I přesto, že ztratil šanci se stát lídrem závodu v předposlední etapě kvůli nehodě, se následující den stal podruhé v kariéře celkovým vítězem závodu znovu díky vítězství v časovce na Col d'Èze. S náskokem 13 sekund se stal podruhé vítězem závodu v posledních třech letech. I díky tomu se dostal na čelo UCI Road World Rankings. Na konci března Porte vyhrál etapový závod Volta a Catalunya s náskokem 4 sekund před Alejandrem Valverdem díky dvěma vysokým umístěním v rozhodujících etapách na vrcholech La Molina a Valls. O měsíc později vyhrál další etapový závod, tentokrát čtyřdenní Giro del Trentino. Porte vyhrál královskou etapu závodu s cílem v Brentonicu a získal výhodu 24 sekund na Mikela Landu. Stal se tak prvním jezdcem v historii, jenž vyhrál závody Paříž–Nice, Volta a Catalunya a Giro del Trentino v jedné sezóně.
Na Giru d'Italia Porte upoutal pozornost médií tím, že jako lídr týmu spal v pojízdném domu, zatímco jeho týmoví kolegové spali v hotelech. Po aktivním prvním týdnu se držel na průběžném 3. místě, ale v 10. etapě píchnul kolo 5 km před cílem a přijal náhradní od Simona Clarka (Orica–GreenEDGE). Na peloton ztratil 47 sekund a od rozhodčích dostal penalizaci 2 minuty a pokutu 200 švýcarských franků za přijetí Clarkova kola, neboť tento manévr je nepovolený dle pravidel UCI, díky čemuž se propadl na průběžné 12. místo. Ve 13. etapě se Porte zamotal do pádu 3,3 km před cílem a ztratil další 2 minuty. Ve 14. etapě, časovce, Porte trpěl, stejně jako v 15. etapě, v níž ztratil 27 minut na lídra Alberta Contadora. Po tomto debaklu svěřil vedení týmu Leopoldu Königovi a odstoupil ze závodu kvůli zranění nohy.
Porte byl poté vybrán do sestavy Teamu Sky na Tour de France jako superdomestik Chrise Frooma. Hrál klíčovou roli ve Froomově druhém celkovém vítězství hlavně v průběhu 10. etapy, při níž nejen že udělal závěrečnou práci pro Frooma, která mu umožnila zaútočit, ale ještě se stihl vzpamatovat a předjet stíhajícího Naira Quintanu, čímž zvýšil Froomův náskok na Quintanu díky bonusových sekundám, které sebral druhému zmiňovanému. V průběhu poslední, 20. horské etapy pomáhal vyčerpanému Froomovi určováním tempa na dlouhém závěrečném stoupání, čímž mu umožnil zmenšit ztráty na útočícího Naira Quintanu a zajistil mu druhé celkové vítězství v jeho kariéře. V průběhu Tour Porte potvrdil, že na konci sezóny odejde z Teamu Sky s cílem stát se kdekoliv jinde lídrem týmu. V srpnu následně potvrdil, že bude nově jezdit za BMC Racing Team.

### 2016: 5. místo na Tour de France

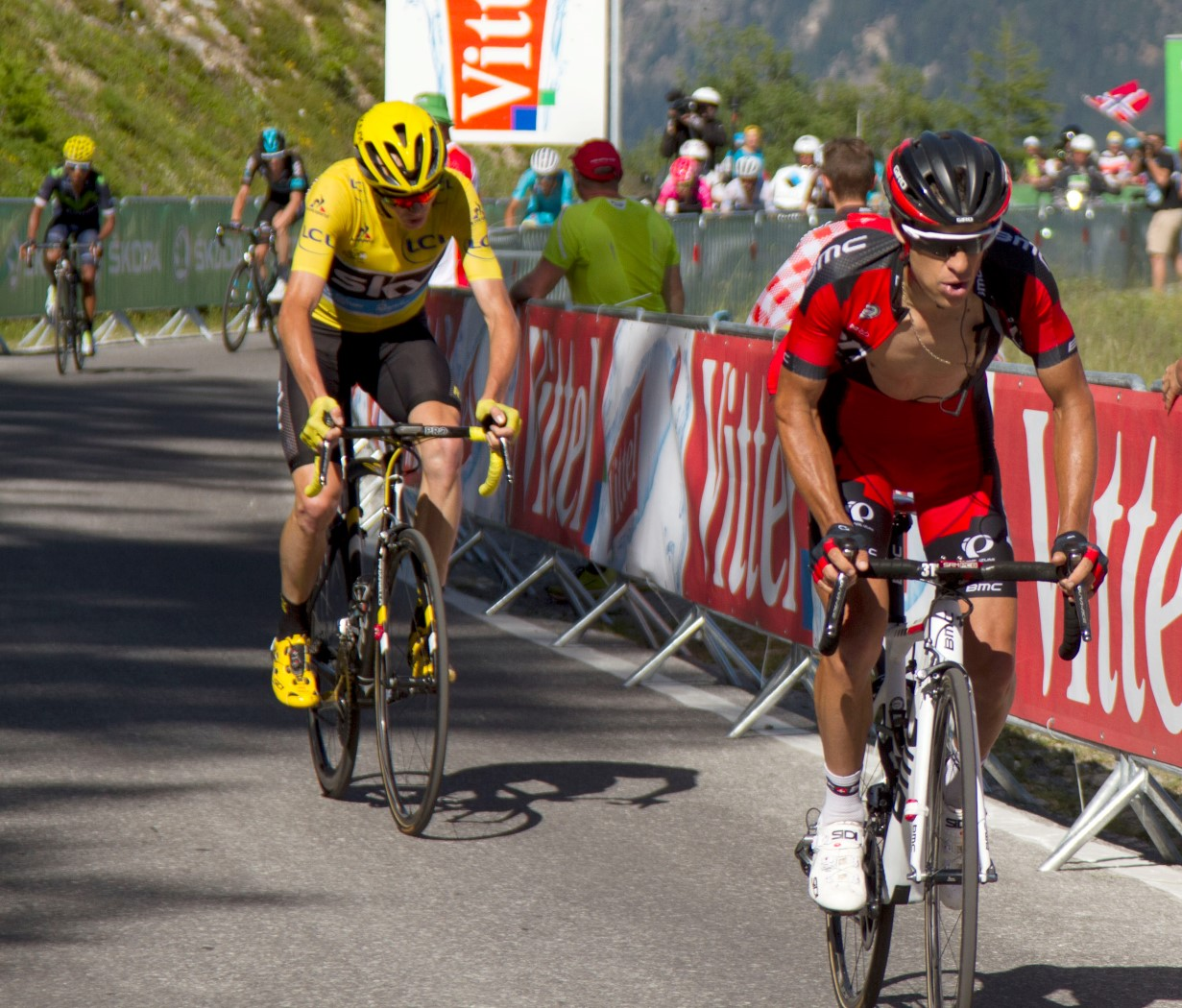
Porte na Tour de France 2016 útočící na bývalého týmového kolegu Chrise Frooma.

Před sezónou 2016 si Porte vytyčil Tour de France s olympijským silničním závodem a časovkou jako hlavní cíle sezóny. Svou sezónu začal 2. místem v časovce na národním šampionátu, kde ho porazil pouze jeho nový týmový kolega Rohan Dennis. Na Tour Down Under získal první vítězství pro svůj nový tým, kde třetí rok v řadě vyhrál etapu s cílem na Old Willunga Hill, a dokončil celkově druhý. Následně se zúčastnil závodu Kolem Ománu, kde však trpěl a v prvních dvou etapách ztratil pokaždé přes 3 minuty na ostatní jezdce. Do své původní skvělé formy se však vrátil na Paříž–Nice, kde sice nebyl schopen obhájit své vítězství, ale dokázal získal celkové 3. místo po útoku na posledním stoupání závodu společně s Albertem Contadorem a v březnu pak získal 4. místo na Voltě a Catalunya. Na Tour de France se chtěl Porte pokusit zabojovat o celkové vítězství, ale hned ve 2. etapě ztratil čas kvůli mechanickému problému. Na Mont Ventoux zaútočil společně s Froomem a Baukem Mollemou, ale všichni tři spadli z kola poté, co před nimi náhle zastavila motorka, která nemohla projet mezi diváky. Narušila tak výkon všech tří jezdců a způsobila následný chaos, kvůli němuž byl Chris Froome donucen běžet na vrchol Mont Ventoux. Porte se v horách držel s favority na vítězství a skvělé výkony předvedl i v časovkách, díky čemuž dokončil Tour na celkovém 5. místě.

### 2017: Úspěchy na týdenních závodech

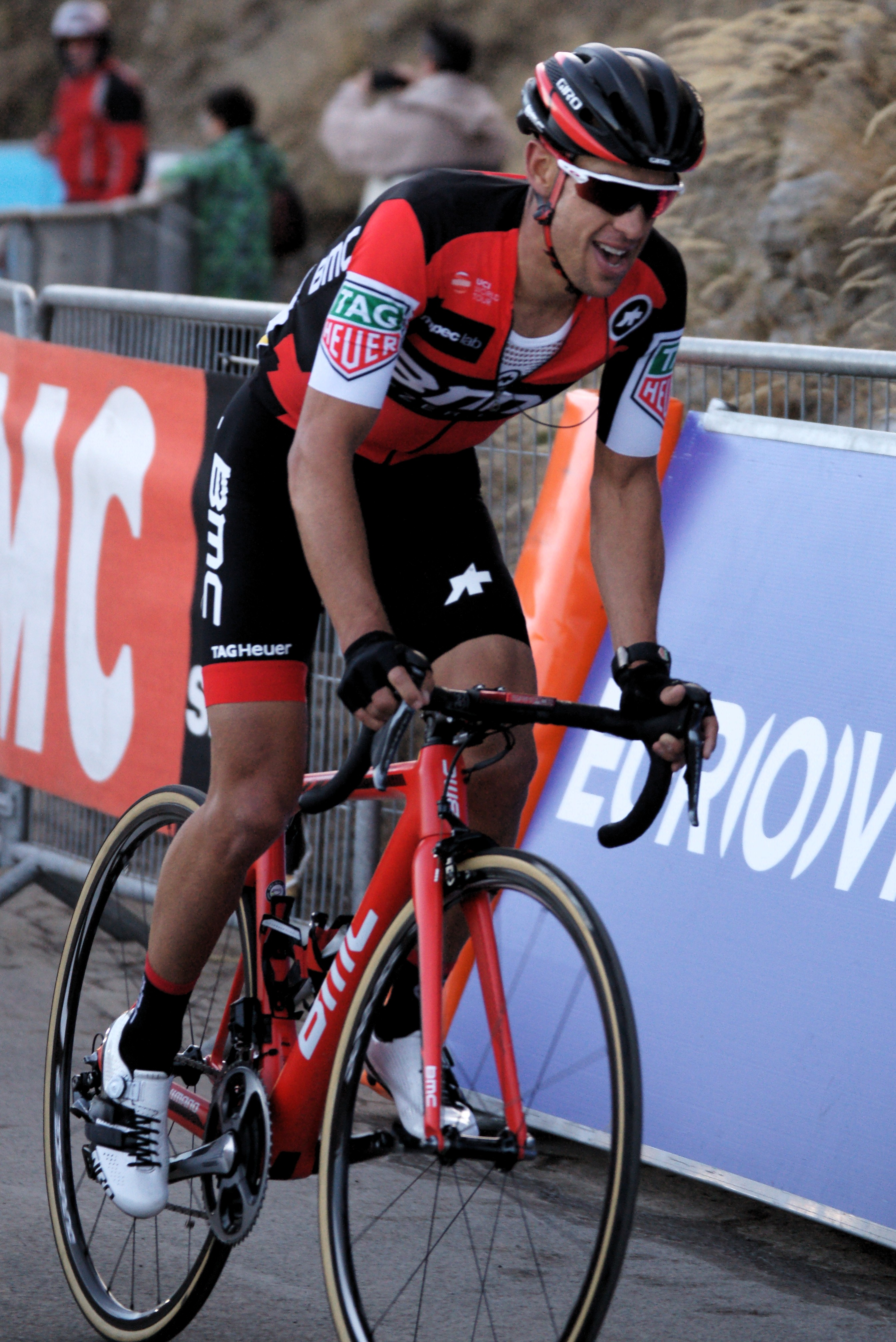
Porte na Paříž–Nice 2017.

Svou sezónu 2017 Porte začal jako obvykle v Austrálii, kde poprvé v životě vyhrál Tour Down Under a již počtvrté v řadě vyhrál etapu s cílem na Old Willunga Hill. Na konci dubna Porte vyhrál Tour de Romandie s náskokem 21 sekund na druhého Simona Yatese. Na Critériu du Dauphiné měl skvěle nakročeno k celkovému vítězství, ale v poslední etapě nestačil na Jakoba Fuglsanga a ztratil dres lídra v jeho prospěch, čímž se propadl na konečné 2. místo. Na Tour de France musel odstoupit v 9. etapě po nehodě při sjezdu z Mont du Chat v moment, kdy byl na 4. místě v celkovém pořadí za Danem Martinem, Froomem a Fabieu Aruem.

### 2018: Nehoda na Tour de France
V sezóně 2018 Porte vyhrál Tour de Suisse, dokončil druhý na Tour Down Under, kde znovu vyhrál etapu s cílem na Old Willunga Hill, a dokončil třetí na Tour de Romandie za Primožem Rogličem a Eganem Bernalem. Z Tour de France byl znovu nucen odstoupit kvůli zranění v průběhu 9. etapy, avšak tentokrát si zlomil klíční kost. Znovu byl v dobré pozici před vysokými horami se ztrátou méně než minuty na budoucího vítěze Gerainta Thomase a Grega Van Avermaeta a s náskokem na další favority jako Tom Dumoulin, Mikel Landa, Froome, Nairo Quintana a Romain Bardet.

### 2019: Přestup do týmu Trek–Segafredo
Před sezónou 2019 se Porte přesunul do týmu Trek–Segafredo. Na Tour Down Under vyhrál šestý rok v řadě královskou etapu s cílem na Old Willunga Hill. Na Tour de France se Porte držel na průběžném 10. místě v moment, kdy organizátoři zkrátili poslední 2 etapy kvůli sesuvům půdy a nebezpečnému počasí. Do cíle v Paříži dojel na 11. místě, 13 minut za celkovým vítězem Eganem Bernalem.

### 2020: 3. místo na Tour de France

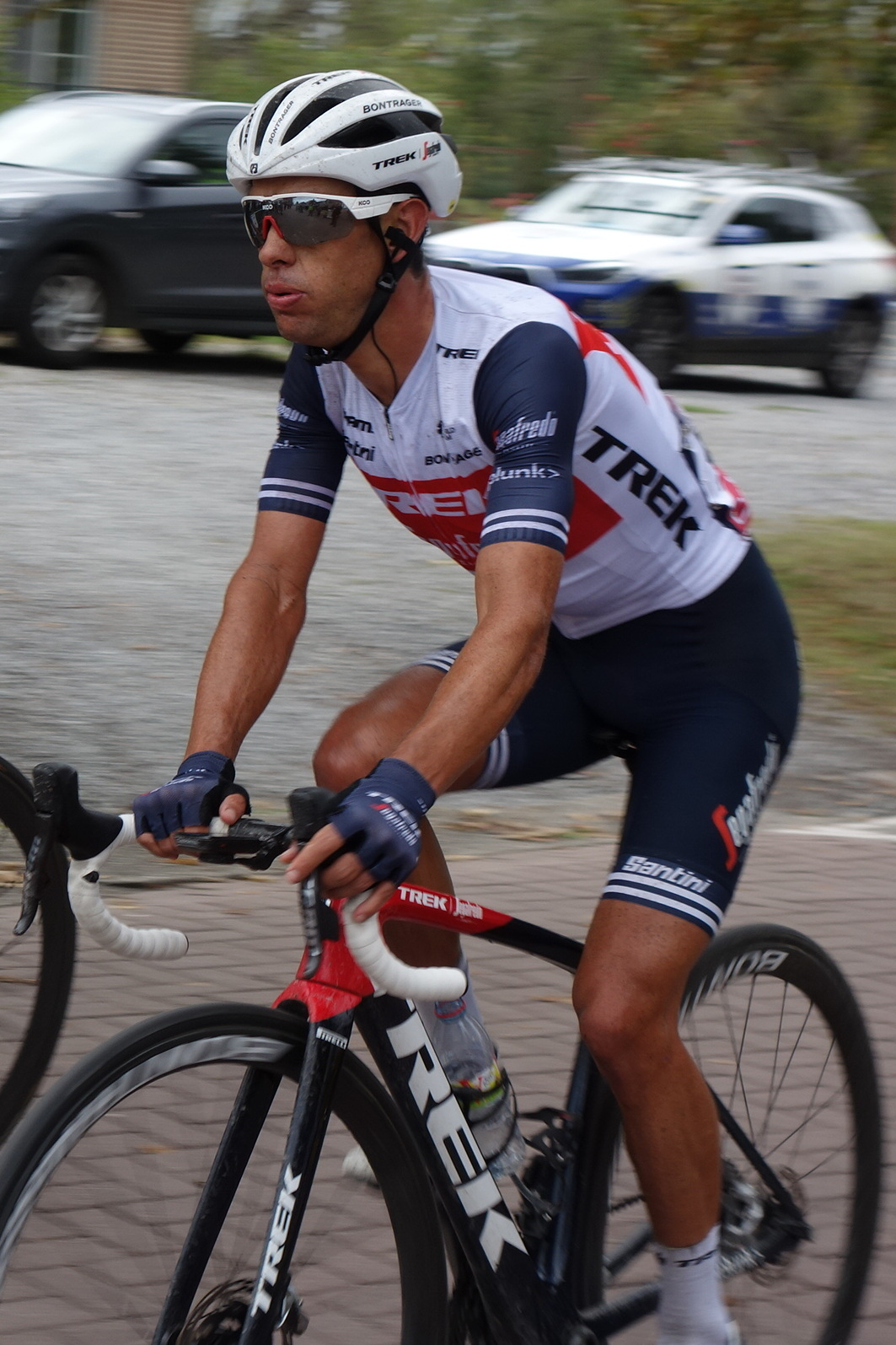
Porte na Valonském šípu 2020.

Svou sezónu tradičně začal v Austrálii na Tour Down Under, kde se stal lídrem závodu po 3. etapě, ale do poslední etapy vstupoval už se ztrátou 2 sekund na Daryla Impeyho. Na vrcholu Old Willunga Hill sice nevyhrál (dokončil druhý za Matthewem Holmesem), ale i tak získal dostatek času na Impeyho a ostatní favority, díky čemuž se stal podruhé v kariéře vítězem tohoto závodu. Na konci 2. týdne Tour de France se Porte ocitl na průběžném 9. místě. Po 15. etapě se posunul na 6. místo poté, co etapu dokončil třetí za Tadejem Pogačarem a Primožem Rogličem. Porte se po 17. etapě s cílem na Col de la Loze posunul na 4. místo se ztrátou minuty a 39 sekund na třetího Miguela Ángela Lópeze. V závěrečné časovce dlouhé 36,2 km s cílem na Planině krásných dívek zaznamenal třetí nejrychlejší čas a Lópeze porazil o téměř 5 minut, díky čemuž se posunul na 3. místo v celkovém pořadí. Tuto pozici si udržel i další etapu a mohl se tak poprvé v kariéře postavit na pódium na akcích Grand Tours. Také se stal prvním Australanem na pódiu Tour de France od roku 2011.
Na konci roku dostal Porte medaili Sira Huberta Oppermana udílenou vítězi ankety AusCycling Cyclist of the Year za rok 2020.

### 2021: Ineos Grenadiers
V září 2020 bylo oznámeno, že na konci sezóny Porte opustí tým Trek–Segafredo a že podepsal 2letý kontrakt s týmem Ineos Grenadiers od sezóny 2021.

## Hlavní výsledky
2007
Tour of Bright
 celkový vítěz
vítěz etap 1 a 2
2008
Tour de Perth
 celkový vítěz
vítěz etap 2 a 3
Tour of Tasmania
 celkový vítěz
vítěz etap 7 a 9
Tour of Wellington
vítěz 2. etapy
Herald Sun Tour
5. místo celkově
Tour Down Under
9. místo celkově
2009
vítěz GP Città di Felino
Giro del Friuli-Venezia Giulia
vítěz 2. etapy
Girobio
vítěz 4. etapy (ITT)
Národní šampionát
3. místo časovka
3. místo Coppa della Pace
4. místo Giro Valli Aretine
Tour de Langkawi
10. místo celkově
2010
Mistrovství světa
4. místo časovka
Tour of Britain
4. místo celkově
Eneco Tour
4. místo celkově
Giro d'Italia
7. místo celkově
 vítěz soutěže mladých jezdců
lídr  po etapách 11 – 13
Tour de Romandie
10. místo celkově
vítěz 3. etapy (ITT)
10. místo Clásica de San Sebastián
2011
Vuelta a Castilla y León
vítěz 4. etapy (ITT)
Danmark Rundt
vítěz 5. etapy (ITT)
Mistrovství světa
6. místo časovka
2012
Volta ao Algarve
 celkový vítěz
vítěz 3. etapy
Národní šampionát
3. místo silniční závod
Tour de Romandie
4. místo celkově
Bayern–Rundfahrt
4. místo celkově
Critérium du Dauphiné
9. místo celkově
2013
Paříž–Nice
 celkový vítěz
vítěz etap 5 a 7 (ITT)
Critérium International
2. místo celkově
 vítěz bodovací soutěže
vítěz 2. etapy (ITT)
Kolem Baskicka
2. místo celkově
vítěz 5. etapy
Critérium du Dauphiné
2. místo celkově
Mistrovství světa
 3. místo týmová časovka
Tour de Romandie
8. místo celkově
10. místo UCI World Tour
2014
Vuelta a Andalucía
2. místo celkově
Národní šampionát
3. místo silniční závod
Tour Down Under
4. místo celkově
vítěz 5. etapy
2015
Národní šampionát
 vítěz časovky
Paříž–Nice
 celkový vítěz
vítěz etap 4 a 7 (ITT)
Volta a Catalunya
 celkový vítěz
Giro del Trentino
 celkový vítěz
vítěz 2. etapy
Tour Down Under
2. místo celkově
vítěz 5. etapy
Volta ao Algarve
4. místo celkově
 vítěz vrchařské soutěže
vítěz 4. etapy
2016
Národní šampionát
2. místo časovka
Tour Down Under
2. místo celkově
vítěz 5. etapy
Paříž–Nice
3. místo celkově
Volta a Catalunya
4. místo celkově
Critérium du Dauphiné
4. místo celkově
Tour de France
5. místo celkově
7. místo UCI World Tour
2017
Tour Down Under
 celkový vítěz
vítěz etap 2 a 5
Tour de Romandie
 celkový vítěz
Paříž–Nice
vítěz 7. etapy
Critérium du Dauphiné
2. místo celkově
vítěz 4. etapy (ITT)
2018
Tour de Suisse
 celkový vítěz
vítěz 1. etapy (TTT)
Tour de France
vítěz 3. etapy (TTT)
Tour Down Under
2. místo celkově
vítěz 5. etapy
Národní šampionát
3. místo časovka
Tour de Romandie
3. místo celkově
2019
Tour Down Under
2. místo celkově
vítěz 6. etapy
Tour of California
5. místo celkově
Herald Sun Tour
5. místo celkově
2020
Tour Down Under
 celkový vítěz
vítěz 3. etapy
2. místo Mont Ventoux Dénivelé Challenge
Tour de France
3. místo celkově
Tour des Alpes-Maritimes et du Var
3. místo celkově
Route d'Occitanie
6. místo celkově
8. místo Valonský šíp
2021
Critérium du Dauphiné
 celkový vítěz
Volta a Catalunya
2. místo celkově
Tour de Romandie
2. místo celkově
2022
Tirreno–Adriatico
4. místo celkově
Tour of the Alps
7. místo celkově

### Výsledky na etapových závodech
| Výsledky na Grand Tours        |      |      |      |      |      |      |      |      |      |      |      |      |      |           |           |
| Grand Tour                     | 2008 | 2009 | 2010 | 2011 | 2012 | 2013 | 2014 | 2015 | 2016 | 2017 | 2018 | 2019 | 2020 | 2021      | 2022      |
| Giro d'Italia                  | —    | —    | 7    | 80   | —    | —    | —    | DNF  | —    | —    | —    | —    | —    | —         | DNF       |
| Tour de France                 | —    | —    | —    | 72   | 34   | 19   | 23   | 48   | 5    | DNF  | DNF  | 11   | 3    | 38        | —         |
| Vuelta a España                | —    | —    | —    | —    | 68   | —    | —    | —    | —    | —    | 84   | —    | —    | —         | —         |
| Výsledky na etapových závodech |      |      |      |      |      |      |      |      |      |      |      |      |      |           |           |
| Závod                          | 2008 | 2009 | 2010 | 2011 | 2012 | 2013 | 2014 | 2015 | 2016 | 2017 | 2018 | 2019 | 2020 | 2021      | 2022      |
| Tour Down Under                | 9    | —    | —    | 33   | —    | —    | 4    | 2    | 2    | 1    | 2    | 2    | 1    | Nejelo se | Nejelo se |
| Paříž–Nice                     | —    | —    | DNF  | 22   | 68   | 1    | —    | 1    | 3    | 11   | —    | —    | 41   | DNF       | —         |
| Tirreno–Adriatico              | —    | —    | —    | —    | —    | —    | DNF  | —    | —    | —    | —    | —    | —    | —         | 4         |
| Volta a Catalunya              | —    | —    | —    | —    | DNF  | —    | DNF  | 1    | 4    | —    | —    | 38   | NS   | 2         | DNF       |
| Kolem Baskicka                 | —    | —    | —    | 127  | —    | 2    | —    | —    | —    | —    | DNF  | —    | NS   | —         | —         |
| Tour de Romandie               | —    | —    | 10   | 121  | 4    | 8    | DNF  | —    | DNF  | 1    | 3    | —    | NS   | 2         | —         |
| Critérium du Dauphiné          | —    | —    | —    | —    | 9    | 2    | 22   | —    | 4    | 2    | —    | 11   | 15   | 1         | —         |
| Tour de Suisse                 | —    | —    | —    | —    | —    | —    | —    | —    | —    | —    | 1    | —    | NS   | —         | —         |

| —   | Nezúčastnil se |
| DNF | Nedokončil     |
| NS  | Nekonalo se    |
| JS  | Jede se        |